# TV One (США)
TV One — американский цифровой кабельный телеканал, который принадлежит Radio One. Как ориентированная на афро-американских зрителей, телевизионная сеть была запущена в День Мартина Лютера Кинга в 2004 году, в качестве прямого конкурента для уже установленного годами бренда BET.
В момент запуска, TV One был доступен лишь для 2,2 млн зрителей на 16-ти рынках. К началу 2015 года канал стал доступен для 57 млн зрителей (48,9 % домохозяйств в стране).
Основным контентом в эфире TV One были классические афро-ситкомы 1970-х- 2000-х годов, включая «Джефферсоны», «Санфорд и сын», «Дай мне перерыв!», «227», «Паркеры», «Все ненавидят Криса» и «Всё о нас», а также в разные годы драматические проекты «Бостонская школа», «Городские ангелы», «Полицейские под прикрытием» и «Сестра Готорн». Среди оригинальных проектов канал произвел ситкомы «Эта любимая девушка!» (2010—2014) и «Беллс» (2013), а также ром-ком «Снова девственница» (с 2015). TV One также добился успеха благодаря оригинальным фильмам.